# Hugh Davis Graham
Hugh Davis Graham (* 2. September 1937 in Little Rock, (Arkansas); † 26. März 2002 in Santa Barbara (Kalifornien)) war ein US-amerikanischer Historiker und Soziologe.
Graham war einer von drei Söhnen eines presbyterianischen Pfarrers. Er studierte in Yale Geschichte und schloss an der Stanford University 1964 mit einem Ph. D. ab. 1967–71 lehrte er an der Johns Hopkins University und war Direktor des Institute of Southern History. 1968/69 war er an der National Commission on the Causes and Prevention of Violence beteiligt und veröffentlichte als Co-Autor deren Bericht Violence in America. 20 Jahre lehrte er an der University of Maryland, Baltimore County, bevor er 1991 den McTyeire-Lehrstuhl für Geschichte an der Vanderbilt University erhielt und das Departement leitete. Er starb mit 65 an Speiseröhrenkrebs.

## Werk
Graham lehrte und forschte über die Bürgerrechte, die Südstaatenpolitik nach dem Zweiten Weltkrieg und die US-Sozialpolitik.
Von seinen drei Hauptstudien befasste sich die erste mit den positiven Folgen der staatlichen Förderung öffentlicher Bildung in der Kennedy- und Johnson-Ära (1984), die zweite mit den drei Bürgerrechts-Gesetzen und der entsprechenden Politik 1960–72 (1990) und die letzte mit den Folgen der US-Minderheitenpolitik (2002).
In Collision Course zog er 2002 den Schluss, dass die Korrektur von Ungerechtigkeiten gegenüber Afroamerikanern zu Protektionismus und Bevorzugung und zu einer neuen Flut von Immigranten aus Asien und Lateinamerika in die USA geführt hat. Er stellte fest, dass viele Immigranten, die sich unter den Minderheitenklauseln der Bundesgesetze qualifizierten, heute zu den Amerikanern mit den höchsten Einkommen gehören und nannte das die „oft unvorhersehbaren, ungewollten Auswirkungen sozialer Gesetzgebung“.

## Werke (Auswahl)
- Huey Long (Great Lives Observed). Prentice Hall. 1970
- mit Numan V. Bartley:  Southern Politics and the Second Reconstruction. Johns Hopkins University Press. 1976
- mit Ted Robert Gurr:  Violence In America: Historical And Comparative Perspectives. Washington: U.S. Government Printing Office. 1969
- The Uncertain Triumph: Federal Education Policy in the Kennedy and Johnson Years. University of North Carolina Press. 1984
- The Civil Rights Era: Origins and Development of National Policy, 1960–1972. Oxford University Press. 1990
- Collision Course: The Strange Convergence of Affirmative Action and Immigration Policy in America. Oxford University Press. 2003
- mit Nancy Diamond: The Rise of American Research Universities: Elites and Challengers in the Postwar Era. Johns Hopkins University Press. 2004